# Южноафриканская кухня

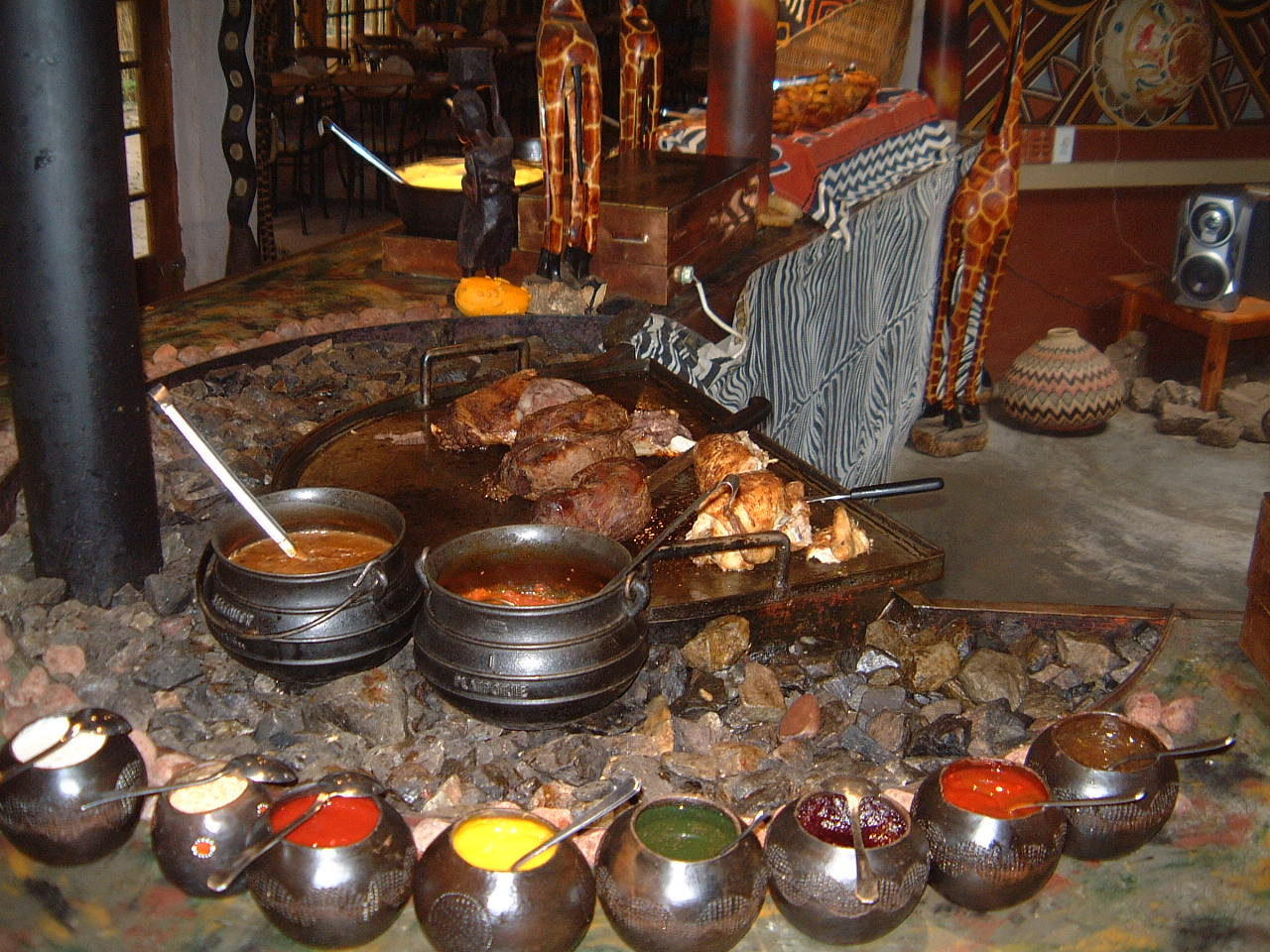
Традиционная кухня в Южной Африке

Южноафриканская кухня (кухня Южной Африки) — это симбиоз мирового кулинарного искусства. Массы мигрантов со всего мира: англичане, греки, немцы, португальцы, испанцы, венгры, малайцы, индейцы, китайцы, арабы, а также русские и многие другие народности привнесли сюда свои кулинарные традиции.
Популярной считается капско-голландская кухня, которая начиная с XVII века распространялась на север от Кейптауна, когда буры массово мигрировали оттуда. Их блюда напоминают русскую сельскую пищу, щедро приправленную специями и травами, которые когда-то завезли из Индии в Южную Африку рабочие Ост-Индской компании.
Азиаты привнесли в южноафриканский рацион томатные приправы, жареные бобы, боботы (мясная запеканка с луком и яйцами), рис (плов), тыквенные блины, приправленные корицей, имбирные пироги, суп с клёцками, фрикадельки и т. д.
Во многих городах страны можно попробовать чисто индийские блюда: сильно перчёные тандори-чикн (печёные цыплята), плов из баранины, наны (хлебные лепёшки), пирожки самоса, овощные и мясные рагу с карри.
Кухня собственно ЮАР богата морепродуктами (креветки, мидии, устрицы, лангусты, кальмары, а также собственно рыба), поскольку страна имеет протяжённое океанское побережье. В северных провинциях популярны блюда из круп, каши из жёлтой или красной кукурузы, сорго, печёные кукурузные початки с маслом, хлеб из муки грубого помола, фасоль и т. д.

## Мясо и рыба
Популярное блюдо — жареное мясное ассорти, рулеты из куропаток и цесарок, тушёные в соусе из красного вина.
Известно также блюдо брааи (барбекю) — это телятина, свинина, баранина, курятина, или домашние остро приправленные колбаски, жаренные на решётке, которые подают с зеленью, овощами, луком, помидорами, различными специями, а также с печёным картофелем.

## Напитки
- Чай Ройбос
- Вина и пиво

## Типичные блюда
- Билтонг — вяленые кусочки говядины
- Брааи, или барбекю
- Сусат — шашлыки
- Банни чау — блюдо для перекуса из кирпичика хлеба, у которого вынули мякоть и заполнили карри
- Герцогги – тарталетки c абрикосовым джемом и кокосовым безе сверху
- Мельктерт — пирог из песочного теста с начинкой из заварного крема